# ميرلين (مسلسل)
ميرلين، (ويُعرف أيضًا باسم مغامرات ميرلين)، هو مسلسل درامي بريطاني من نوع الفانتازيا والمغامرات، مستوحًى بشكل غير دقيق من أساطير الملك آرثر، مع التركيز على العلاقة الوثيقة بين ميرلين وآرثر. أنشأ المسلسل كل من جوليان جونز، جيك ميكي، جوني كابس، وجوليان مورفي لصالح هيئة الإذاعة البريطانية، وقد عُرض على قناة بي بي سي وان على مدار خمس مواسم، من 20 سبتمبر 2008 حتى 24 ديسمبر 2012.
شارك في بطولة المسلسل كل من: كولين مورغان، برادلي جيمس، كايتي ماغراث، أنجل كولبي، ريتشارد ويلسون، أنتوني هيد، وجون هيرت.
يُقدّم المسلسل إعادة تصوّر للأسطورة، حيث يُرسَل الساحر الشاب ميرلين إلى مملكة كاميلوت من قبل والدته بسبب "موهبته الخاصة". وبعد أن ينقذ حياة الأمير آرثر في الحلقة الأولى، يصبح خادمًا له. سرعان ما يكتشف ميرلين أن موهبته السحرية خُلقت لهدف محدد: حماية آرثر، الذي قُدّر له أن يصبح ملكًا عظيمًا. لكن ميرلين يُضطر لإخفاء قواه السحرية، إذ إن السحر محظور في كاميلوت بأمر من الملك أوثر بندراغون، والد آرثر، ويُعاقب من يمارسه بالإعدام. ومع مرور الوقت وخوض العديد من المغامرات، تنشأ صداقة متينة بين ميرلين وآرثر، ويسعى ميرلين بكل جهده لتوجيه آرثر نحو تحقيق مصيره كملك عادل.
نال المسلسل عدة ترشيحات لجوائز، وفاز بجائزة الأكاديمية البريطانية للتلفزيون (بافتا) لعام 2011 عن أفضل المؤثرات البصرية. كما تم بيع حقوق بثه لأكثر من 180 دولة حول العالم.

## الشخصيات
- ميرلين: ساحر صغير شاب، وهو مخلوق سحري من مخلوقات الدين القديم قُدِّرَ له أن يحافظ على سلامة الأمير آرثر ابن الملك أوثر لأنه سيوحد الخمسة ممالك في أرض واحدة اسمها «ألبيون»، يتجول ميرلين في «كاميلوت» ويساعد الأمير لكن لا أحد يعلم بأنه ساحر إلا الطبيب جايوس وفي الحلقات الأولى من المسلسل يُصبح ميرلين خادماً للملك آرثر كما يدعى عند الكهنة بامريس
- أوثر: ملك مملكة الكاميلوت، وهو ملك عادل يحب شعبه ولكنه يكره السحر والسحرة ويلاحقهم ويعتقد أن السحر هو شر لأن زوجته توفيت بسبب السحر، حيث كانت زوجته عقيمة وهو يريد أن ينجب طفلاً، وبناءً على رغبته ساعدته الساحرة الشريرة «نيمويه» لكي ينجب طفلاً ولكن لكي ياتي بحياه يجب ان يضحى بحايه لذلك ماتت زوجته ورزق بابنه آرثر الذي سوف يصبح الملك الوحيد والمستقبلي الذي بعدما مات على يد كاهن من الدورديديون يسمى موردريد سينهض مره أخرى عندما تكون ألبيون اشد الحاجة اليه
- آرثر: ابن الملك أوثر ويصبح الملك في ما بعد أُنجب بواسطة السحر، وهو قوي جداً في المبارزة والقتال، لكنه يتعرض دائماً للمخاطر التي يردعها عنه الساحر الشاب ميرلين.
- جايوس: طبيب مملكة الكاميلوت وهو الوحيد الذي يعلم بسر الساحر ميرلين ويساعد جايوس الساحر الصغير على تنمية موهبته ويحبه كثيراً.
- مورجانا: فتاة جميلة خيّرة وهي من أحد أفراد العائلة الملكية، تبناها ملك الكاميلوت الأمير أوثر بندراجون بعد أن توفي والدها في الحقيقة هي ابنة غير شرعية لأوثر وأمها ساحرة عندها موهبة سحرية لكنها لا تعرف في بداية الأمر ولكن عندما تعرف تنقلب موهبتها السحرية إلى شر وتصبح عدوة لدودة

للعائلة الملكية وتتسبب في قتل اوثر.
- نيمويه: ساحرة شريرة من مخلوقات الدين القديم، تحاول دائماً إلحاق الأذى بكاملوت وشعبها لكن مارلين يفشل لها مخططاتها وفي الحلقة الأخيرة من السلسلة الأولى يلقي عليها ميرلين بسحره فتنفجر وتتلاشى.
- جوين (جونيفير): خادمة الأميرة مورجانا، وهي فتاة لطيفة سمراء، تقع في حب الملك أرثر في آخر الأمر ويتزوجها.
- موردريد (الكاهن الدورديدي): هو أحد الكهنة الصغار الذي انقذ حياته من قبل آرثر عندما كان صغيرا وبعدما كبر أصبح فارسا في كاميلوت وكان صديق مقربا لآرثر وانقذ حياه آرثر مرتين وبعد ذلك كان قدره ان يقتل آرثر فتغيرت الامور عن طريق أحد السكسونيون الدورديون التي تدعى كارا التي خدعتها مورجانا ثم قتلها آرثر لما ارتكبته فتغيرت الامور ويدعى موردريد أيضا بآرثر بين لانه من سيقتل آرثر.

- اغرافين: خال آرثر لكنه خائن ولا يحبه وكان جاسوسا لمورجانه وبالنهاية قتله ميرلين.

## روابط خارجية
- ميرلين على موقع IMDb (الإنجليزية)
- ميرلين على موقع ميتاكريتيك (الإنجليزية)
- ميرلين على موقع روتن توميتوز (الإنجليزية)
- ميرلين على موقع نتفليكس (الإنجليزية)
- ميرلين على موقع أول موفي (الإنجليزية)
- ميرلين على موقع كينوبويسك (الروسية)
- ميرلين على موقع ألو سيني (الفرنسية)
- ميرلين على موقع قاعدة بيانات الفيلم (الإنجليزية)